# MRGBP
MRGBP (англ. MRG domain binding protein) – білок, який кодується однойменним геном, розташованим у людей на довгому плечі 20-ї хромосоми. Довжина поліпептидного ланцюга білка становить 204 амінокислот, а молекулярна маса — 22 417.
| 10         |  | 20         |  | 30         |  | 40         |  | 50         |
| ---------- |  | ---------- |  | ---------- |  | ---------- |  | ---------- |
| MGEAEVGGGG |  | AAGDKGPGEA |  | ATSPAEETVV |  | WSPEVEVCLF |  | HAMLGHKPVG |
| VNRHFHMICI |  | RDKFSQNIGR |  | QVPSKVIWDH |  | LSTMYDMQAL |  | HESEILPFPN |
| PERNFVLPEE |  | IIQEVREGKV |  | MIEEEMKEEM |  | KEDVDPHNGA |  | DDVFSSSGSL |
| GKASEKSSKD |  | KEKNSSDLGC |  | KEGADKRKRS |  | RVTDKVLTAN |  | SNPSSPSAAK |
| RRRT       |  |            |  |            |  |            |  |            |

A: Аланін

C: Цистеїн

D: Аспарагінова кислота

E: Глутамінова кислота

F: Фенілаланін

G: Гліцин

H: Гістидин

I: Ізолейцин

K: Лізин

L: Лейцин

M: Метіонін

N: Аспарагін

P: Пролін

Q: Глутамін

R: Аргінін

S: Серин

T: Треонін

V: Валін

W: Триптофан

Кодований геном білок за функціями належить до активаторів, регуляторів хроматину, фосфопротеїнів. 
Задіяний у таких біологічних процесах, як транскрипція, регуляція транскрипції, регуляція росту, ацетилювання. 
Локалізований у ядрі.